# Circondario di Rossano
Il circondario di Rossano era uno dei circondari in cui era suddivisa la provincia di Cosenza.

## Storia
Con l'Unità d'Italia (1861) la suddivisione in province e circondari stabilita dal Decreto Rattazzi fu estesa all'intera Penisola.
Il circondario di Rossano fu abolito, come tutti i circondari italiani, nel 1927, nell'ambito della riorganizzazione della struttura statale voluta dal regime fascista. Tutti i comuni che lo componevano rimasero in provincia di Cosenza.

## Suddivisione
Nel 1863, la composizione del circondario era la seguente:
1. Mandamento I di Campana
  - Bocchigliero, Campana
2. Mandamento II di Cariati
  - Cariati, Mandatoriccio, Pietrapaola, Scala Coeli
3. Mandamento III di Corigliano Calabro
  - Corigliano Calabro, San Giorgio Albanese
4. Mandamento IV di Cropalati
  - Calopezzati, Caloveto, Cropalati, Paludi
5. Mandamento V di Longobucco
  - Longobucco
6. Mandamento VI di Rossano
  - Rossano
7. Mandamento VII di San Demetrio Corone
  - San Cosmo, San Demetrio Corone, Santa Sofia d'Epiro, Vaccarizzo[3]